# Club Bàsquet Granollers
Il Club Bàsquet Granollers è una società cestistica avente sede a Granollers, in Spagna.

## Storia
Fondata nel 1930, dal 1977 al 1993 ha giocato consecutivamente nel massimo campionato spagnolo, in Primera División prima, e in Liga ACB poi. Ha giocato anche per due stagioni in Coppa Korać.
Nel 1989 cambiò nome in Granollers Esportiu Bàsquet dopo la sua fusione con l'RCD Espanyol, nome che mantenne fino al 1991, quando riprese la sua denominazione originale.

## Cestisti
- Óscar Cervantes 2002-2003